# Гайно фон Ранцау
Генріх «Гайно» Ервін Георг Ернст Карл фон Ранцау (нім. Heinrich „Heino“ Erwin Georg Ernst Carl von Rantzau; 8 березня 1894, Карлсруе — 2 листопада 1946, Штадталлендорф) — німецький воєначальник, генерал-лейтенант люфтваффе. Кавалер Лицарського хреста Залізного хреста.

## Біографія
Єдиний син Франца фон Ранцау (1862—1926) та його дружини Берти Генрієтти Александріни, уродженої фон Прен (1863—1945). Мав чотирьох сестер, найстарша Карола Елізабет Іна Августа Юлія Анна (1887—1940) 13 грудня 1915 року вийшла заміж за гауптмана Бодо фон Віцендорффа.
22 березня 1913 року вступив лейтенантом у 60-й польовий артилерійський полк. Учасник Першої світової війни, з листопада 1914 по травень 1919 року — ад'ютант 9-го польового артилерійського полку. Після демобілізації армії залишений в рейхсвері, служив в артилерії, з 1926 року — в зенітній артилерії. З 1 листопада 1927 року — командир ескадрону 2-го, з 1 лютого 1928 року — 3-го транспортного (зенітного) дивізіону. З 1 жовтня 1934 року — командир транспортного дивізіону «Ланквіц», який 1 квітня 1935 року був переданий люфтваффе. З 1 жовтня 1935 року — командир 1-го дивізіону 6-го зенітного полку, з 1 липня 1938 року — 43-го зенітного полку (Дессау), з 26 серпня 1939 року — зенітної групи «Гросс-Дессау». З 6 липня 1940 року командував 4-ю зенітною бригадою, дислокованою на узбережжі Ла-Маншу. З 12 грудня 1940 року — командир 2-ї прожекторної дивізії. З 3 лютого 1942 року — командир 2-ї моторизованої зенітної дивізії. Учасник Німецько-радянської війни. З 1 жовтня 1943 року — інспектор зенітної артилерії на Сході і генерал зенітної підготовки, з 15 листопада 1944 року — генерал зенітної артилерії при командуванні 11-ї авіаційної області (Гамбург). 20 березня 1945 року призначений командиром 3-го зенітного корпусу. Корпус був знищений в Рурському котлі, а сам Ранцау 18 квітня 1945 року був взятий в полон американськими військами. Помер в таборі.

## Сім'я
29 квітня 1920 року одружився з Маргаритою Нотлінг. В пари народились 3 сини:
- Гайно Едгар Рудольф Карл Георг (13 червня 1921 — грудень 2001) — оберлейтенант люфтваффе.
- Рудольф Йоахім Герберт Фрідріх Ганс (3 березня 1924 — 1 лютого 1945) — лейтенант вермахту; загинув у бою.
- Йоахім Франц Еміль (25 травня 1926)

## Звання
- Лейтенант (22 березня 1913)
- Оберлейтенант (20 вересня 1918)
- Ротмістр (1 березня 1927)
- Майор (1 жовтня 1934)
- Оберстлейтенант (1 квітня 1937)
- Оберст (1 квітня 1939)
- Генерал-майор (1 квітня 1942)
- Генерал-лейтенант (1 червня 1943)

## Нагороди
- Залізний хрест 2-го і 1-го класу
- Ганзейський Хрест (Гамбург)
- Хрест «За військові заслуги» (Мекленбург-Шверін) 2-го і 1-го класу
- Нагрудний знак «За поранення» в чорному
- Почесний хрест ветерана війни з мечами
- Медаль «За вислугу років у Вермахті» 4-го, 3-го, 2-го і 1-го класу (25 років)
- Застібка до Залізного хреста
  - 2-го класу (17 травня 1940)
  - 1-го класу (28 липня 1940)
- Нагрудний знак зенітної артилерії люфтваффе
- Медаль «За зимову кампанію на Сході 1941/42»
- Німецький хрест в золоті (24 грудня 1942)
- Лицарський хрест Залізного хреста (29 серпня 1943)